# 萨纳纳
萨纳纳（Sanana）是印度尼西亚北马鲁古省的一个城镇，是苏拉群岛县的县治所在，位于萨纳纳岛东北海岸。2010年统计，萨纳纳所在的萨纳纳区（印尼语：Kecamatan Sanana）共有25,183人。埃马拉莫机场位于城镇以南。
1652年荷兰人在萨纳纳建起一座堡垒。1862年英国博物学家阿尔弗雷德·拉塞尔·华莱士在鸟类考察期间来到苏拉群岛。

## 资料来源
1. ↑  Biro Pusat Statistik, Jakarta, 2011.
2. ↑  .   [2017-05-03]. （原始内容存档于2015-09-19）.